# Hinundayan
Hinundayan é um município de  quinta classe de renda municipal (d) na província Leyte do Sul, nas Filipinas. De acordo com o censo de 1 de maio  de  2020 possui uma população de 12 398 pessoas e 3 402 domicílios.